# Voitto Hellstén

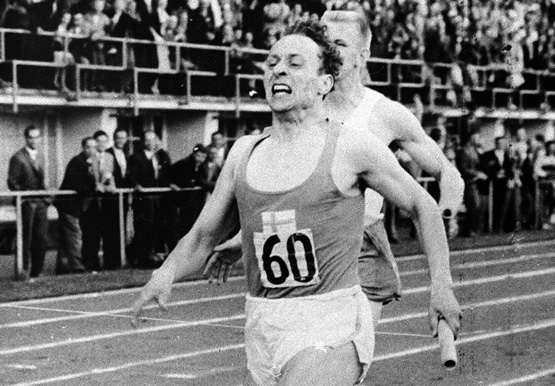

Voitto Valdemar Hellsten (Pertteli, 15 de fevereiro de 1932 — Turku, 7 de dezembro de 1998) foi um atleta finlandês.
Ganhou uma medalha de bronze nos Jogos Olímpicos de Verão de 1956 na prova de 400 metros.